# Gerede
Gerede là một huyện thuộc tỉnh Bolu, Thổ Nhĩ Kỳ. Huyện có diện tích 1260 km² và dân số thời điểm năm 2007 là 34444 người, mật độ 27 người/km².